# Права ЛГБТ+ особа по државама или територији
ЛГБТ права по државама или територији, односно права која се односе на лезбијке, геј, бисексуалне и трансродне (ЛГБТ) особе у великој мери варирају у зависности од државе или територије; све од законског признавања истополног брака до смртне казне за истополне сексуалне или романтичне активности или идентитете. Закони који се односе на ЛГБТ особе укључују, али нису ограничени, на:
- законе који се односе на признавање истополних односа, укључујући истополне бракове, грађанске заједнице, домаћа партнерства, итд.
- законе који се односе на ЛГБТ родитељство, укључујући усвајање деце од стране ЛГВТ особа
- антидискриминационе законе у области запошљавања, становања, образовања, јавног смештаја, итд.
- законе против насиља ради заштите ЛГБТ деце у школи
- законе о злочину из мржње који намећу појачане кривичне казне за насиље над ЛГБТ особама због осуђивања
- "законе за купатила" који утичу на приступ трансродним особама објектима раздвојеним за полове
- законе везане за сексуалну оријентацију и војну службу
- законе који се тичу приступа помоћној репродуктивној технологији
- законе о содомији који кажњавају истовремену истополну сексуалну активност и законе о старосним границама који могу да наметну већу старосну границу за истополне сексуалне активности
- законе о донацији крви мушкараца који имају секс са мушкарцима
- законе о приступу захватима за промену пола и терапији замене хормона
- правно признање и прилагођавање особе промењеног пола.

Од марта 2017. године, 23 државе признају истополне бракове, од којих је велика већина развијене демократије, а остатак у развоју демократије.
Од августа 2017. године, 73 државе као и 4 наднационалне јурисдикције имају законе о криминализацији хомосексуалности, при чему су већинм афричке и исламске земље. У 2006. години тај број је био 92. Од маја 2016. године, 16 држава имају неједнаку старосну границу за закон о сагласности за секс.
Године 2011. Савет за људска права Уједињених нација је донео своју прву резолуцију којом се признају права ЛГБТ особа, праћено извештајем Комисије за људска права Уједињених нација који документује кршење права ЛГБТ особа, укључујући злочине из мржње, криминализацију хомосексуалности и дискриминацију. Због тога је Комисија за људска права Уједињених нација позвала све државе, које то још нису урадиле, да донесу законе о заштити ЛГБТ права.

## ЛГБТ закони по државама и територијама

### Африка

#### Северна Африка
| ЛГБТ права у:                          | Истополна сексуална активност                               | Признавање истополних заједница | Истополни брак | Усвајање од стране истополних парова | ЛГБТ особама дозвољено да служе војни рок | Антидискриминацијски закони о сексуалним оријентацијама | Закони који се тичу родног идентитета/изражавања |
| -------------------------------------- | ----------------------------------------------------------- | ------------------------------- | -------------- | ------------------------------------ | ----------------------------------------- | ------------------------------------------------------- | ------------------------------------------------ |
| Алжир                                  | Не                                                          | Не                              | Не             | Не                                   | Не                                        | Не                                                      | Не                                               |
| Канарска острва                        | Да                                                          | Да                              | Да             | Да                                   | Да                                        | Да                                                      | Да                                               |
| Сеута                                  | Да                                                          | Да                              | Да             | Да                                   | Да                                        | Да                                                      | Да                                               |
| Египат                                 | /Мушкарцима de jure легално, али de facto илегално од 2000. | Не                              | Не             | Не                                   | Не                                        | Не                                                      | Не                                               |
| Либија                                 | Не                                                          | Не                              | Не             | Не                                   | Не                                        | Не                                                      | Не                                               |
| Мадеира                                | Да                                                          | Да                              | Да             | Да                                   | Да                                        | Да                                                      | Да                                               |
| Мелила                                 | Да                                                          | Да                              | Да             | Да                                   | Да                                        | Да                                                      | Да                                               |
| Мароко                                 | Не                                                          | Не                              | Не             | Не                                   | Н [ 4 ]                                   | Не                                                      | Не                                               |
| Сахарска Арапска Демократска Република | Не                                                          | Не                              | Не             | Не                                   | Не                                        | Не                                                      | Не                                               |
| Јужни Судан                            | Не                                                          | Не                              | Не             | Не                                   | Не                                        | Не                                                      | Не                                               |
| Судан                                  | Не                                                          | Не                              | Не             | Не                                   | Не                                        | Не                                                      | Не                                               |
| Тунис                                  | Не                                                          | Не                              | Не             | Не                                   | Н [ 5 ]                                   | Не                                                      | Не                                               |

#### Западна Африка
| ЛГБТ права у:      | Истополна сексуална активност                           | Признавање истополних заједница | Истополни брак | Усвајање од стране истополних парова | ЛГБТ особама дозвољено да служе војни рок | Антидискриминацијски закони о сексуалним оријентацијама | Закони који се тичу родног идентитета/изражавања |
| ------------------ | ------------------------------------------------------- | ------------------------------- | -------------- | ------------------------------------ | ----------------------------------------- | ------------------------------------------------------- | ------------------------------------------------ |
| Бенин              | Да                                                      | Не                              | Не             | Не                                   | Питање                                    | Не                                                      | Питање                                           |
| Буркина Фасо       | Да                                                      | Не                              | Не             | Не                                   | Питање                                    | Не                                                      | Питање                                           |
| Зеленортска Острва | Да                                                      | Не                              | Не             | Не                                   | Питање                                    | Да                                                      | Питање                                           |
| Гамбија            | Не                                                      | Не                              | Не             | Не                                   | Не                                        | Не                                                      | Не                                               |
| Гана               | /Мушкарцима илегално од 1860-их, женама одувек легално. | Не                              | Не             | Не                                   | Н [ 7 ]                                   | Не                                                      | Не                                               |
| Гвинеја            | Не                                                      | Не                              | Не             | Не                                   | Н [ 8 ]                                   | Не                                                      | Не                                               |
| Гвинеја Бисао      | Да                                                      | Не                              | Не             | Не                                   | Питање                                    | Не                                                      | Питање                                           |
| Обала Слоноваче    | Да                                                      | Не                              | Не             | Не                                   | Питање                                    | Не                                                      | Питање                                           |
| Либерија           | Не                                                      | Не                              | Не             | Не                                   | Н [ 9 ]                                   | Не                                                      | Не                                               |
| Мали               | Да                                                      | Не                              | Не             | Не                                   | Питање                                    | Не                                                      | Питање                                           |
| Мауританија        | Не                                                      | Не                              | Не             | Не                                   | Не                                        | Не                                                      | Не                                               |
| Нигер              | Да                                                      | Не                              | Не             | Не                                   | Питање                                    | Не                                                      |                                                  |
| Нигерија           | Не                                                      | Не                              | Не             | Не                                   | Питање                                    | Не                                                      | Не                                               |
| Сенегал            | Не                                                      | Не                              | Не             | Не                                   | Питање                                    | Не                                                      | Не                                               |
| Сијера Леоне       | /Мушкарцима илегално од 1861. а женама одувек легално.  | Не                              | Не             | Не                                   | Питање                                    | Не                                                      | Не                                               |
| Того               | Не                                                      | Не                              | Не             | Не                                   | Питање                                    | Не                                                      | Не                                               |

#### Централна Африка
| ЛГБТ права у:                            | Истополна сексуална активност | Признавање истополних заједница | Истополни брак | Усвајање од стране истополних парова | ЛГБТ особама дозвољено да служе војни рок | Антидискриминацијски закони о сексуалним оријентацијама | Закони који се тичу родног идентитета/изражавања |
| ---------------------------------------- | ----------------------------- | ------------------------------- | -------------- | ------------------------------------ | ----------------------------------------- | ------------------------------------------------------- | ------------------------------------------------ |
| Камерун                                  | Не                            | Не                              | Не             | Не                                   | Питање                                    | Не                                                      | Не                                               |
| Централна Афричка Република              | Да                            | Не                              | Не             | Не                                   | Питање                                    | Не                                                      | Питање                                           |
| Чад                                      | Не                            | Не                              | Не             | Не                                   | Не                                        | Не                                                      | Питање                                           |
| Демократска Република Конго              | Да                            | Не                              | Не             | Не                                   | Питање                                    | Не                                                      | Питање                                           |
| Екваторијална Гвинеја                    | Да                            | Не                              | Не             | Не                                   | Питање                                    | Не                                                      | Питање                                           |
| Габон                                    | Да                            | Не                              | Не             | Не                                   | Питање                                    | Не                                                      | Питање                                           |
| Република Конго                          | Да                            | Не                              | Не             | Не                                   | Питање                                    | Не                                                      | Питање                                           |
| Света Јелена, Асенсион и Тристан да Куња | Да                            | Да                              | Да             | Да                                   | Да                                        | Да                                                      | Да                                               |
| Сао Томе и Принципе                      | Да                            | Не                              | Не             | Не                                   | Питање                                    | Не                                                      | Питање                                           |

#### Југоисточна Африка
| ЛГБТ права у: | Истополна сексуална активност | Признавање истополних заједница | Истополни брак | Усвајање од стране истополних парова | ЛГБТ особама дозвољено да служе војни рок | Антидискриминацијски закони о сексуалним оријентацијама | Закони који се тичу родног идентитета/изражавања |
| ------------- | ----------------------------- | ------------------------------- | -------------- | ------------------------------------ | ----------------------------------------- | ------------------------------------------------------- | ------------------------------------------------ |
| Бурунди       | Не                            | Не                              | Не             | Не                                   | Питање                                    | Не                                                      | Не                                               |
| Кенија        | Не                            | Не                              | Не             | Не                                   | Не                                        | Не                                                      | Не                                               |
| Руанда        | Да                            | Не                              | Не             | Не                                   | Питање                                    | Не                                                      | Питање                                           |
| Танзанија     | Не                            | Не                              | Не             | Не                                   | Питање                                    | Не                                                      | Не                                               |
| Уганда        | Не                            | Не                              | Не             | Не                                   | Не                                        | Не                                                      | Не                                               |

#### Рог Африке
| ЛГБТ права у: | Истополна сексуална активност | Признавање истополних заједница | Истополни брак | Усвајање од стране истополних парова | ЛГБТ особама дозвољено да служе војни рок | Антидискриминацијски закони о сексуалним оријентацијама | Закони који се тичу родног идентитета/изражавања |
| ------------- | ----------------------------- | ------------------------------- | -------------- | ------------------------------------ | ----------------------------------------- | ------------------------------------------------------- | ------------------------------------------------ |
| Џибути        | Да                            | Не                              | Не             | Не                                   | Питање                                    | Не                                                      | Питање                                           |
| Еритреја      | Не                            | Не                              | Не             | Не                                   | Питање                                    | Не                                                      | Не                                               |
| Етиопија      | Не                            | Не                              | Не             | Не                                   | Питање                                    | Не                                                      | Не                                               |
| Сомалија      | Не                            | Не                              | Не             | Не                                   | Не                                        | Не                                                      | Не                                               |
| Сомалиланд    | Не                            | Не                              | Не             | Не                                   | Не                                        | Не                                                      | Не                                               |

#### Државе на Индијском океану
| ЛГБТ права у:                            | Истополна сексуална активност | Признавање истополних заједница | Истополни брак | Усвајање од стране истополних парова | ЛГБТ особама дозвољено да служе војни рок | Антидискриминацијски закони о сексуалним оријентацијама | Закони који се тичу родног идентитета/изражавања |
| ---------------------------------------- | ----------------------------- | ------------------------------- | -------------- | ------------------------------------ | ----------------------------------------- | ------------------------------------------------------- | ------------------------------------------------ |
| Британска територија на Индијском океану | Да                            | Да                              | Да             | Питање                               | Да                                        | Питање                                                  | Питање                                           |
| Комори                                   | Не                            | Не                              | Не             | Не                                   | Питање                                    | Не                                                      | Не                                               |
| Француска јужна и антарктичка територија | Да                            | Да                              | Да             | Да                                   | Да                                        | Да                                                      | Да                                               |
| Мадагаскар                               | Да                            | Не                              | Не             | Не                                   | Питање                                    |                                                         | Питање                                           |
| Маурицијус                               | Не                            | Не                              | Не             | Не                                   | Питање                                    | Да                                                      | Питање                                           |
| Мајоте                                   | Да                            | Да                              | Да             | Да                                   | Да                                        | Да                                                      | Да                                               |
| Реунион                                  | Да                            | Да                              | Да             | Да                                   | Да                                        | Да                                                      | Да                                               |
| Сејшели                                  | Да                            | Не                              | Не             | Не                                   | Питање                                    | Да                                                      | Питање                                           |

#### Јужна Африка
| ЛГБТ права у: | Истополна сексуална активност                          | Признавање истополних заједница | Истополни брак | Усвајање од стране истополних парова | ЛГБТ особама дозвољено да служе војни рок | Антидискриминацијски закони о сексуалним оријентацијама | Закони који се тичу родног идентитета/изражавања |
| ------------- | ------------------------------------------------------ | ------------------------------- | -------------- | ------------------------------------ | ----------------------------------------- | ------------------------------------------------------- | ------------------------------------------------ |
| Ангола        | Не                                                     | Не                              | Не             | Не                                   | Питање                                    | Да                                                      | Не                                               |
| Боцвана       | Не                                                     | Не                              | Не             | Не                                   | Питање                                    | Да                                                      | Да                                               |
| Лесото        | Да                                                     | Не                              | Не             | Не                                   | Питање                                    | Не                                                      | Питање                                           |
| Малави        | Не                                                     | Не                              | Не             | Не                                   | Питање                                    | Не                                                      | Не                                               |
| Мозамбик      | Да                                                     | Не                              | Не             | Не                                   |                                           | Да                                                      | Питање                                           |
| Намибија      | /Мушкарцима илегално од 1920. а женама одувек легално. | Не                              | Не             | Не                                   | Питање                                    | Не                                                      | Не                                               |
| Јужна Африка  | Да                                                     | Да                              | Да             | Да                                   | Да                                        | Да                                                      | Да                                               |
| Свазиленд     | /Мушкарцима илегално од 1911. а женама одувек легално. | Не                              | Не             | Не                                   | Питање                                    | Не                                                      | Не                                               |
| Замбија       | Не                                                     | Не                              | Не             | Не                                   | Питање                                    | Не                                                      | Не                                               |
| Зимбабве      | /Мушкарцима илегално од 1891. а женама легално.        | Не                              | Не             | Не                                   | Не                                        | Не                                                      | Не                                               |

### Америка

#### Северна Америка
| ЛГБТ права у:      | Истополна сексуална активност | Признавање истополних заједница | Истополни брак                       | Усвајање од стране истополних парова | ЛГБТ особама дозвољено да служе војни рок | Антидискриминацијски закони о сексуалним оријентацијама | Закони који се тичу родног идентитета/изражавања                                                                    |
| ------------------ | ----------------------------- | ------------------------------- | ------------------------------------ | ------------------------------------ | ----------------------------------------- | --- | --- |
| Бермуда            | Да                            | Да                              | /Легално од маја 2017. до маја 2018. | Да                                   | Да                                        | Да | Не |
| Канада             | Да                            | Да                              | Да                                   | Да                                   | Да                                        | Да | Да |
| Гренланд           | Да                            | Да                              | Да                                   | Да                                   | Да                                        | Да | Не |
| Мексико            | Да                            | Да                              | Да                                   | Да                                   | Да                                        | Да | Да |
| Сен Пјер и Микелон | Да                            | Да                              | Да                                   | Да                                   | Да                                        | Да | Да |
| САД                | Да                            | Да                              | Да                                   | Да                                   | Да                                        | /Савезни извршни налог којим се забрањује дискриминација због сексуалне оријентације за запослене у цивилној радној снази, заједно са запослењем у дистрикту Колумбије и Поштама САД. | /Укључени у федерални криминални закон од 2009. али дискриминација због родних идентитета у здравству укинута 2012. |

#### Централна Америка
| ЛГБТ права у: | Истополна сексуална активност | Признавање истополних заједница | Истополни брак | Усвајање од стране истополних парова | ЛГБТ особама дозвољено да служе војни рок | Антидискриминацијски закони о сексуалним оријентацијама | Закони који се тичу родног идентитета/изражавања                                                                               |
| ------------- | ----------------------------- | ------------------------------- | -------------- | ------------------------------------ | ----------------------------------------- | ------------------------------------------------------- | --- |
| Белизе        | Да                            | Не                              | Не             | Не                                   | Не                                        | Да                                                      | /Трансродне особе могу да мењају њихово име, али не могу да мењају пол.                                                        |
| Костарика     | Да                            | Да                              | Да             | Да                                   | Нема војску                               | Да                                                      | Да |
| Ел Салвадор   | Да                            | Не                              | Не             | Не                                   | Да                                        | Да                                                      | /Казне за злочине из мржње на основу родног идентитета, трансродне особе могу да мењају њихово име, али не могу да мењају пол. |
| Гватемала     |                               | Не                              | Не             | Не                                   | Питање                                    | Да                                                      | /Трансродне особе могу да мењају њихово име, али не могу да мењају пол.                                                        |
| Хондурас      | Да                            | Не                              | Не             | Не                                   | Не                                        | Да                                                      | Да |
| Никарагва     | Да                            | Не                              | Не             | Не                                   | Питање                                    | Да                                                      | Не |
| Панама        | Да                            | Не                              | Не             | Не                                   | Нема војску                               | Да                                                      | Да |

#### Кариби
| ЛГБТ права у:               | Истополна сексуална активност | Признавање истополних заједница | Истополни брак | Усвајање од стране истополних парова | ЛГБТ особама дозвољено да служе војни рок | Антидискриминацијски закони о сексуалним оријентацијама | Закони који се тичу родног идентитета/изражавања |
| --------------------------- | ----------------------------- | ------------------------------- | -------------- | ------------------------------------ | ----------------------------------------- | ------------------------------------------------------- | ------------------------------------------------ |
| Ангила                      | Да                            | Не                              | Не             | Не                                   | Да                                        | Не                                                      | Не                                               |
| Антигва и Барбуда           | Не                            | Не                              | Не             | Не                                   | Не                                        | Не                                                      | Не                                               |
| Аруба                       | Да                            | Да                              | /              | Не                                   | Да                                        | Не                                                      | Не                                               |
| Бахами                      | Да                            | Не                              | Не             | Не                                   | Да                                        | Не                                                      | Не                                               |
| Барбадос                    | Не                            | Не                              | Не             | Не                                   | Не                                        | Не                                                      | Не                                               |
| Британска Девичанска Острва | Да                            | Не                              | Не             | Не                                   | Да                                        | Да                                                      | Не                                               |
| Карипска Холандија          | Да                            | Да                              | Да             | Да                                   | Да                                        | Да                                                      | Да                                               |
| Кајманска Острва            | Да                            | Не                              | /              | Не                                   | Да                                        | Не                                                      | Не                                               |
| Куба                        | Да                            | Не                              | Не             | Не                                   | Да                                        | Да                                                      | Да                                               |
| Курасо                      | Да                            | Не                              |                | Не                                   | Да                                        | Не                                                      | Не                                               |
| Доминика                    | Не                            | Не                              | Не             | Не                                   | Не                                        | Не                                                      | Не                                               |
| Доминиканска Република      | Да                            | Не                              | Не             | Не                                   | Не                                        | Не                                                      | Не                                               |
| Гренада                     | /                             | Не                              | Не             | Не                                   |                                           | Не                                                      | Не                                               |
| Гваделуп                    | Да                            | Да                              | Да             | Да                                   | Да                                        | Да                                                      | Да                                               |
| Војна база Гвантамо         | Да                            | Да                              | Да             | Да                                   | Да                                        | Да                                                      | Да                                               |
| Хаити                       | Да                            | Не                              | Не             | Не                                   | Нема војску                               | Не                                                      | Не                                               |
| Јамајка                     |                               | Не                              | Не             | Не                                   | Не                                        | Не                                                      | Не                                               |
| Мартиник                    | Да                            | Да                              | Да             | Да                                   | Да                                        | Да                                                      | Да                                               |
| Монтсерат                   | Да                            | Не                              | Не             | Не                                   | Да                                        | Да                                                      | Не                                               |
| Порторико                   | Да                            | Да                              | Да             | Да                                   | Да                                        | Да                                                      |                                                  |
| Сент Бартелеми              | Да                            | Да                              | Да             | Да                                   | Да                                        | Да                                                      | Да                                               |
| Сент Китс и Невис           | /                             | Не                              | Не             | Не                                   | Не                                        | Не                                                      | Не                                               |
| Света Луција                | /                             | Не                              | Не             | Не                                   | Нема војску                               | Не                                                      | Не                                               |
| Сент Мартин                 | Да                            | Да                              | Да             | Да                                   | Да                                        | Да                                                      | Да                                               |
| Сент Винсент и Гренадини    | Не                            | Не                              | Не             | Не                                   | Нема војску                               | Не                                                      | Не                                               |
| Свети Мартин                | Да                            | Не                              | /              | Не                                   | Не                                        | Не                                                      | Не                                               |
| Тринидад и Тобаго           | Да                            | Не                              | Не             | Не                                   | Не                                        | Не                                                      | Не                                               |
| Теркс и Кејкос              | Да                            | Не                              | Не             | Не                                   | Да                                        | Да                                                      | Не                                               |
| Мала спољна острва САД      | Да                            | Да                              | Да             | Да                                   | Да                                        | Не                                                      | Не                                               |
| Америчка Девичанска Острва  | Да                            | Да                              | Да             | Да                                   | Да                                        | Да                                                      | /                                                |

#### Јужна Америка
| ЛГБТ права у:                          | Истополна сексуална активност | Признавање истополних заједница | Истополни брак | Усвајање од стране истополних парова | ЛГБТ особама дозвољено да служе војни рок | Антидискриминацијски закони о сексуалним оријентацијама | Закони који се тичу родног идентитета/изражавања |
| -------------------------------------- | ----------------------------- | ------------------------------- | -------------- | ------------------------------------ | ----------------------------------------- | ------------------------------------------------------- | ------------------------------------------------ |
| Аргентина                              | Да                            | Да                              | Да             | Да                                   | Да                                        | /                                                       | Да                                               |
| Боливија                               | Да                            | Не                              | Не             | Не                                   | /                                         | Да                                                      | Да                                               |
| Бразил                                 | Да                            | Да                              | Да             | Да                                   | Да                                        | Да                                                      | Да                                               |
| Чиле                                   | Да                            | Да                              | Да             | Да                                   | Да                                        | Да                                                      | Да                                               |
| Колумбија                              | Да                            | Да                              | Да             | Да                                   | Да                                        | Да                                                      | Да                                               |
| Еквадор                                | Да                            | Да                              | Да             | Не                                   | Питање                                    | Да                                                      | Да                                               |
| Фолкландска Острва                     | Да                            | Да                              | Да             | Да                                   | Да                                        | Да                                                      | Не                                               |
| Француска Гвајана                      | Да                            | Да                              | Да             | Да                                   | Да                                        | Да                                                      | Да                                               |
| Гвајана                                | Не                            | Не                              | Не             | Питање                               | Да                                        | Не                                                      |                                                  |
| Парагвај                               | Да                            | Не                              | Не             | Не                                   | Питање                                    | Не                                                      | Не                                               |
| Перу                                   | Да                            | Не                              | Не             | Не                                   | Да                                        | Да                                                      | Да                                               |
| Јужна Џорџија и Јужна Сендвичка острва | Да                            | Да                              | Да             | Да                                   | Да                                        | Да                                                      | Не                                               |
| Суринам                                | Да                            | Не                              | Не             | Не                                   | Питање                                    | Да                                                      | Не                                               |
| Уругвај                                | Да                            | Да                              | Да             | Да                                   | Да                                        | Да                                                      | Да                                               |
| Венецуела                              | Да                            | Не                              | Не             | Не                                   | Не                                        | Да                                                      | Не                                               |

### Азија

#### Централна Азија
| ЛГБТ права у: | Истополна сексуална активност         | Признавање истополних заједница | Истополни брак | Усвајање од стране истополних парова | ЛГБТ особама дозвољено да служе војни рок | Антидискриминацијски закони о сексуалним оријентацијама | Закони који се тичу родног идентитета/изражавања |
| ------------- | ------------------------------------- | ------------------------------- | -------------- | ------------------------------------ | ----------------------------------------- | ------------------------------------------------------- | ------------------------------------------------ |
| Киргистан     | Да                                    | Не                              | Не             | Не                                   | Питање                                    | Не                                                      | Да                                               |
| Таџикистан    | Да                                    | Не                              | Не             | Не                                   | Питање                                    | Не                                                      | Да                                               |
| Туркменистан  | /Мушкарцима илегално, женама легално. | Не                              | Не             | Не                                   | Питање                                    | Не                                                      | Не                                               |
| Узбекистан    | /Мушкарцима илегално, женама легално. | Не                              | Не             | Не                                   | Питање                                    | Не                                                      | Не                                               |

#### Евроазија
| ЛГБТ права у:       | Истополна сексуална активност                                             | Признавање истополних заједница | Истополни брак                                                                     | Усвајање од стране истополних парова | ЛГБТ особама дозвољено да служе војни рок                                                       | Антидискриминацијски закони о сексуалним оријентацијама | Закони који се тичу родног идентитета/изражавања                                               |
| ------------------- | ------------------------------------------------------------------------- | ------------------------------- | ---------------------------------------------------------------------------------- | ------------------------------------ | ----------------------------------------------------------------------------------------------- | ------------------------------------------------------- | ---------------------------------------------------------------------------------------------- |
| Абхазија            | Да                                                                        | Не                              | Не                                                                                 | Не                                   | Питање                                                                                          | Не                                                      | Питање                                                                                         |
| Акротири и Декелија | Да                                                                        | Да                              | Да                                                                                 | Питање                               | Да                                                                                              | Да                                                      | Питање                                                                                         |
| Јерменија           | Да                                                                        | Не                              | /Конституционално забрањено од 2015. али се бракови склапају изван државе од 2017. | Не                                   | /Нема званичне забране, али ЛГБТ особе су одбијене из војске због своје сексуалне оријентације. | Не                                                      | Не                                                                                             |
| Арцах               | Да                                                                        | Не                              | Не                                                                                 | Не                                   | Питање                                                                                          | Не                                                      | Питање                                                                                         |
| Азербејџан          | Да                                                                        | Не                              | Не                                                                                 | Не                                   | Да                                                                                              | Не                                                      | Да                                                                                             |
| Кипар               | Да                                                                        | Да                              | Не                                                                                 | Не                                   | Не                                                                                              | Да                                                      | /Постоји закон против искриминације на основу родног идентитета али промена пола је забрањена. |
| Грузија             | Да                                                                        | Не                              | Не                                                                                 | Не                                   | Питање                                                                                          | Да                                                      | Да                                                                                             |
| Казахстан           | Да                                                                        | Не                              | Не                                                                                 | Не                                   | Не                                                                                              | Не                                                      | Да                                                                                             |
| Северни Кипар       | Да                                                                        | Не                              | Не                                                                                 | Не                                   | Не                                                                                              | Да                                                      | Да                                                                                             |
| Русија              | /Легално, али у Чеченији постоје концентрациони кампови за хомосексуалце. | Не                              | Не                                                                                 | Не                                   | Не                                                                                              | Не                                                      | Да                                                                                             |
| Јужна Осетија       | Да                                                                        | Не                              | Не                                                                                 | Не                                   | Питање                                                                                          | Не                                                      | Питање                                                                                         |
| Турска              | Да                                                                        | Не                              | Не                                                                                 | Не                                   | Не                                                                                              | Не                                                      | Да                                                                                             |

#### Западна Азија
| ЛГБТ права у:             | Истополна сексуална активност                                             | Признавање истополних заједница | Истополни брак                                                                        | Усвајање од стране истополних парова | ЛГБТ особама дозвољено да служе војни рок | Антидискриминацијски закони о сексуалним оријентацијама | Закони који се тичу родног идентитета/изражавања |
| ------------------------- | ------------------------------------------------------------------------- | ------------------------------- | ------------------------------------------------------------------------------------- | ------------------------------------ | ----------------------------------------- | ------------------------------------------------------- | ------------------------------------------------ |
| Бахреин                   | Да                                                                        | Не                              | Не                                                                                    | Не                                   | Не                                        | Не                                                      | Не                                               |
| Иран                      | Не                                                                        | Не                              | Не                                                                                    | Не                                   | Не                                        | Не                                                      | Да                                               |
| Ирак                      | Да                                                                        | Не                              | Не                                                                                    | Не                                   | Не                                        | Не                                                      | Не                                               |
| Израел                    | Да                                                                        | Да                              | /Не могу се склапати истополни бракови, али се прихватају ако се склопе изван државе. | Не                                   | Да                                        | Да                                                      | Да                                               |
| Јордан                    | Да                                                                        | Не                              | Не                                                                                    | Не                                   | Питање                                    | Не                                                      | Да                                               |
| Кувајт                    | /Мушкарцима илегално, женама одувек легално.                              | Не                              | Не                                                                                    | Не                                   | Не                                        | Не                                                      | Не                                               |
| Либан                     | Не                                                                        | Не                              | Не                                                                                    | Не                                   | Не                                        | Не                                                      | Да                                               |
| Оман                      | Не                                                                        | Не                              | Не                                                                                    | Не                                   | Не                                        | Не                                                      | Не                                               |
| Палестинске Територије    | /Легално од 1951. као део Јордана, илегално за мушкарце, легално за жене. | Не                              | Не                                                                                    | Не                                   | Питање                                    | Не                                                      | Не                                               |
| Катар                     | Не                                                                        | Не                              | Не                                                                                    | Не                                   | Не                                        | Не                                                      | Не                                               |
| Саудијска Арабија         | Не                                                                        | Не                              | Не                                                                                    | Не                                   | Не                                        | Не                                                      | Не                                               |
| Сирија                    | Не                                                                        | Не                              | Не                                                                                    | Не                                   | Не                                        | Не                                                      | Да                                               |
| Уједињени Арапски Емирати | Не                                                                        | Не                              | Не                                                                                    | Не                                   | Не                                        | Не                                                      | Да                                               |
| Јемен                     | Не                                                                        | Не                              | Не                                                                                    | Не                                   | Не                                        | Не                                                      | Не                                               |

#### Јужна Азија
| ЛГБТ права у: | Истополна сексуална активност | Признавање истополних заједница | Истополни брак | Усвајање од стране истополних парова | ЛГБТ особама дозвољено да служе војни рок | Антидискриминацијски закони о сексуалним оријентацијама | Закони који се тичу родног идентитета/изражавања |
| ------------- | ----------------------------- | ------------------------------- | -------------- | ------------------------------------ | ----------------------------------------- | ------------------------------------------------------- | ------------------------------------------------ |
| Авганистан    | Не                            | Не                              | Не             | Не                                   | Не                                        | Не                                                      | Не                                               |
| Бангладеш     | Не                            | Не                              | Не             | Не                                   | Не                                        | Не                                                      | Да                                               |
| Бутан         | Да                            | Не                              | Не             | Не                                   | Не                                        | Не                                                      | Не                                               |
| Индија        | Да                            | Не                              | Не             | Не                                   | Не                                        | Да                                                      |                                                  |
| Малдиви       | Не                            | Не                              | Не             | Не                                   | Не                                        | Не                                                      | Не                                               |
| Непал         | Да                            | Не                              | Не             | Не                                   | Да                                        | Да                                                      | Да                                               |
| Пакистан      | Не                            | Не                              | Не             | Не                                   | Не                                        | Не                                                      | Да                                               |
| Шри Ланка     | Не                            | Не                              | Не             | Не                                   | Не                                        | Не                                                      | Да                                               |

#### Источна Азија
| ЛГБТ права у:          | Истополна сексуална активност | Признавање истополних заједница                 | Истополни брак                  | Усвајање од стране истополних парова | ЛГБТ особама дозвољено да служе војни рок | Антидискриминацијски закони о сексуалним оријентацијама                                    | Закони који се тичу родног идентитета/изражавања |
| ---------------------- | ----------------------------- | ----------------------------------------------- | ------------------------------- | ------------------------------------ | ----------------------------------------- | ------------------------------------------------------------------------------------------ | ------------------------------------------------ |
| Народна Република Кина | Да                            | Не                                              | Не                              | Не                                   | Питање                                    | Не                                                                                         | Да                                               |
| Хонгконг               | Да                            | Не                                              | Не                              | Не                                   | Питање                                    | Не                                                                                         | Да                                               |
| Макао                  | Да                            | Не                                              | Не                              | Не                                   | Питање                                    | Да                                                                                         | Питање                                           |
| Јапан                  | Да                            | /Нелегално обавезујућа партнерства у 7 општина. | Не                              | Не                                   | Да                                        | /Нема националне заштите, али неки градови забрањују дискриминацију због хомосексуалности. | Да                                               |
| Монголија              | Да                            | Не                                              | Не                              | Не                                   | Да                                        | Да                                                                                         | Да                                               |
| Северна Кореја         | Да                            | Не                                              | Не                              | Не                                   | Питање                                    | Не                                                                                         | Питање                                           |
| Јужна Кореја           | Да                            | Не                                              | Не                              | Не                                   | Не                                        | /Заштита од дискриминације заииси од области.                                              | Да                                               |
| Тајван                 | Да                            | Да                                              | /Биће легално од 24. маја 2019. | Не                                   | Да                                        | Да                                                                                         | Да                                               |

#### Југоисточна Азија
| ЛГБТ права у: | Истополна сексуална активност                         | Признавање истополних заједница | Истополни брак | Усвајање од стране истополних парова | ЛГБТ особама дозвољено да служе војни рок                                         | Антидискриминацијски закони о сексуалним оријентацијама                         | Закони који се тичу родног идентитета/изражавања |
| ------------- | ----------------------------------------------------- | ------------------------------- | -------------- | ------------------------------------ | --------------------------------------------------------------------------------- | ------------------------------------------------------------------------------- | ------------------------------------------------ |
| Брунеј        | Не                                                    | Не                              | Не             | Не                                   | Не                                                                                | Не                                                                              | Не                                               |
| Мјанмар       | Не                                                    | Не                              | Не             | Не                                   | Не                                                                                | Не                                                                              | Не                                               |
| Камбоџа       | Да                                                    | Не                              | Не             | Не                                   | Питање                                                                            | Не                                                                              | Питање                                           |
| Источни Тимор | Да                                                    | Не                              | Не             | Не                                   | Питање                                                                            | Да                                                                              | Питање                                           |
| Индонезија    | /Национално легално, али илегално на територији Ацеха | Не                              | Не             | Не                                   | Не                                                                                | Не                                                                              | Да                                               |
| Лаос          | Да                                                    | Не                              | Не             | Не                                   | Питање                                                                            | Не                                                                              | Питање                                           |
| Малезија      | Илегално за муслиманке и муслиманке                   | Не                              | Не             | Не                                   | Не                                                                                | Не                                                                              | Да                                               |
| Филипини      | Да                                                    | Не                              | Не             | Не                                   | Да                                                                                | /Неки градови имају заштиту од дискриминације, али држава још нема такав закон. | Не                                               |
| Сингапур      | /Мушкарцима илегално, женама одувек легално.          | Не                              | Не             | Не                                   | /Само за регрутацију, али хомосексуалцима није дозвољено да иду у командну школу. | Не                                                                              | Да                                               |
| Тајланд       | Да                                                    | Не                              | Не             | Не                                   | Да                                                                                | Да                                                                              | Не                                               |
| Вијетнам      | Да                                                    | Не                              | Не             | Не                                   | Питање                                                                            | Не                                                                              | Да                                               |

### Европа

#### Централна Европа
| ЛГБТ права у: | Истополна сексуална активност | Признавање истополних заједница | Истополни брак                 | Усвајање од стране истополних парова    | ЛГБТ особама дозвољено да служе војни рок | Антидискриминацијски закони о сексуалним оријентацијама | Закони који се тичу родног идентитета/изражавања |
| ------------- | ----------------------------- | ------------------------------- | ------------------------------ | --------------------------------------- | ----------------------------------------- | ------------------------------------------------------- | ------------------------------------------------ |
| Аустрија      | Да                            | Да                              | /Биће легално од јануара 2019. | Да                                      | Да                                        | Да                                                      | Да                                               |
| Хрватска      | Да                            | Да                              | Не                             | /Партнерство-старатељство од 2014.      | Да                                        | Да                                                      | Да                                               |
| Чешка         | Да                            | Да                              | Не                             | Не                                      | Да                                        | Да                                                      | Да                                               |
| Немачка       | Да                            | Да                              | Да                             | Да                                      | Да                                        | Да                                                      | Да                                               |
| Мађарска      | Да                            | Да                              | Не                             | Не                                      | Да                                        | Да                                                      | Не                                               |
| Лихтенштајн   | Да                            | Да                              | Не                             | Не                                      | Нема војску                               | Да                                                      | Не                                               |
| Пољска        | Да                            | Да                              | Не                             | Не                                      | Да                                        | Да                                                      | Да                                               |
| Словачка      | Да                            | Не                              | Не                             | Не                                      | Да                                        | Да                                                      | Да                                               |
| Словенија     | Да                            | Да                              | Не                             | /Усвајање детета свог партнера од 2011. | Да                                        | Да                                                      | Да                                               |
| Швајцарска    | Да                            | Да                              | Не                             | /Усвајање детета свог партнера од 2018. | Да                                        | Да                                                      | Да                                               |

#### Источна Европа
| ЛГБТ права у: | Истополна сексуална активност                                             | Признавање истополних заједница | Истополни брак                                                                             | Усвајање од стране истополних парова | ЛГБТ особама дозвољено да служе војни рок                                                       | Антидискриминацијски закони о сексуалним оријентацијама | Закони који се тичу родног идентитета/изражавања |
| ------------- | ------------------------------------------------------------------------- | ------------------------------- | ------------------------------------------------------------------------------------------ | ------------------------------------ | ----------------------------------------------------------------------------------------------- | ------------------------------------------------------- | ------------------------------------------------ |
| Абхазија      | Да                                                                        | Не                              | Не                                                                                         | Не                                   | Питање                                                                                          | Не                                                      | Питање                                           |
| Јерменија     | Да                                                                        | Не                              | /Конституционално забрањено од 2015. али се признају бракови склопљени ван државе од 2017. | Не                                   | /Нема експлицитне забране, али хомосексуалци бивају одбијени због своје сексуалне оријентације. | Не                                                      | Не                                               |
| Арцах         | Да                                                                        | Не                              | Не                                                                                         | Не                                   | Питање                                                                                          | Не                                                      | Питање                                           |
| Азербејџан    | Да                                                                        | Не                              | Не                                                                                         | Не                                   | Да                                                                                              | Не                                                      | Да                                               |
| Белорусија    | Да                                                                        | Не                              | Не                                                                                         | Не                                   | /Забрањено током мира, дозвољено за време рата.                                                 | Не                                                      | Да                                               |
| Грузија       | Да                                                                        | Не                              | Не                                                                                         | Не                                   | Питање                                                                                          | Да                                                      | Да                                               |
| Казахстан     | Да                                                                        | Не                              | Не                                                                                         | Не                                   | Не                                                                                              | Не                                                      | Да                                               |
| Молдавија     | Да                                                                        | Не                              | Не                                                                                         | Не                                   | Да                                                                                              | Да                                                      | Да                                               |
| Румунија      | Да                                                                        | Не                              | Не                                                                                         | Не                                   | Да                                                                                              | Да                                                      | Да                                               |
| Русија        | /Легално, али у Чеченији постоје концентрациони кампови за хомосексуалце. | Не                              | Не                                                                                         | Не                                   | Не                                                                                              | Не                                                      | Да                                               |
| Јужна Осетија | Да                                                                        | Не                              | Не                                                                                         | Не                                   | Питање                                                                                          | Не                                                      | Питање                                           |
| Придњестровље | Да                                                                        | Не                              | Не                                                                                         | Не                                   | Питање                                                                                          | Не                                                      | Питање                                           |
| Украјина      | Да                                                                        | Не                              | Не                                                                                         | Не                                   | /Зависи од регије.                                                                              | Да                                                      | Да                                               |

#### Северна Европа
| ЛГБТ права у: | Истополна сексуална активност | Признавање истополних заједница | Истополни брак                                 | Усвајање од стране истополних парова    | ЛГБТ особама дозвољено да служе војни рок | Антидискриминацијски закони о сексуалним оријентацијама | Закони који се тичу родног идентитета/изражавања |
| ------------- | ----------------------------- | ------------------------------- | ---------------------------------------------- | --------------------------------------- | ----------------------------------------- | ------------------------------------------------------- | ------------------------------------------------ |
| Данска        | Да                            | Да                              | Да                                             | Да                                      | Да                                        | Да                                                      | Да                                               |
| Естонија      | Да                            | Да                              | /Прихваћен брак склопљен изван државе од 2016. | /Усвајање детета свог партнера од 2016. | Да                                        | Да                                                      | Да                                               |
| Фарска Острва | Да                            | Да                              | Да                                             | Да                                      | Да                                        | Да                                                      | Не                                               |
| Финска        | Да                            | Да                              | Да                                             | Да                                      | Да                                        | Да                                                      | Да                                               |
| Исланд        | Да                            | Да                              | Да                                             | Да                                      | Нема војску                               | Да                                                      | Да                                               |
| Летонија      | Да                            | Не                              | Не                                             | Не                                      | Да                                        | Да                                                      | Да                                               |
| Литванија     | Да                            | Не                              | Не                                             | Не                                      | Да                                        | Да                                                      | Да                                               |
| Норвешка      | Да                            | Да                              | Да                                             | Да                                      | Да                                        | Да                                                      | Да                                               |
| Шведска       | Да                            | Да                              | Да                                             | Да                                      | Да                                        | Да                                                      | Да                                               |

#### Јужна Европа
| ЛГБТ права у:       | Истополна сексуална активност | Признавање истополних заједница                                              | Истополни брак | Усвајање од стране истополних парова      | ЛГБТ особама дозвољено да служе војни рок | Антидискриминацијски закони о сексуалним оријентацијама | Закони који се тичу родног идентитета/изражавања |
| ------------------- | ----------------------------- | ---------------------------------------------------------------------------- | -------------- | ----------------------------------------- | ----------------------------------------- | ------------------------------------------------------- | ------------------------------------------------ |
| Акротири и Декелија | Да                            | Да                                                                           | Да             | Питање                                    | Да                                        | Да                                                      | Питање                                           |
| Албанија            | Да                            | Не                                                                           | Не             | Не                                        | Да                                        | Да                                                      | /Забрањена дискриминација али није прихваћено.   |
| Андора              | Да                            | Да                                                                           | Не             | Да                                        | Нема војску                               | Да                                                      | Не                                               |
| Босна и Херцеговина | Да                            | Не                                                                           | Не             | Не                                        | Да                                        | Да                                                      | Да                                               |
| Бугарска            | Да                            | Не                                                                           | Не             | Не                                        | Да                                        | Да                                                      | Да                                               |
| Кипар               | Да                            | Да                                                                           | Не             | Не                                        | Не                                        | Да                                                      | Да                                               |
| Гибралтар           | Да                            | Да                                                                           | Да             | Да                                        | Да                                        | Да                                                      | Не                                               |
| Грчка               | Да                            | Да                                                                           | Не             | Не                                        | Да                                        | Да                                                      | Да                                               |
| Италија             | Да                            | Да                                                                           | Не             | /Усвајање детета свог партнера дозвољено. | Да                                        | Да                                                      | Да                                               |
| Македонија          | Да                            | Не                                                                           | Не             | Не                                        | Да                                        | Не                                                      | Не                                               |
| Малта               | Да                            | Да                                                                           | Да             | Да                                        | Да                                        | Да                                                      | Да                                               |
| Црна Гора           | Да                            | Не                                                                           | Не             | Не                                        | Да                                        | Да                                                      | Да                                               |
| Северни Кипар       | Да                            | Не                                                                           | Не             | Не                                        | Не                                        | Да                                                      | Да                                               |
| Португал            | Да                            | Да                                                                           | Да             | Да                                        | Да                                        | Да                                                      | Да                                               |
| Сан Марино          | Да                            | /Нерегистровано заједничко живљење од 2012. и предложено је за легализацију. | Не             | Не                                        | Питање                                    | Да                                                      | Не                                               |
| Србија              | Да                            | Не                                                                           | Не             | Не                                        | Да                                        | Да                                                      | Не                                               |
| Шпанија             | Да                            | Да                                                                           | Да             | Да                                        | Да                                        | Да                                                      | Да                                               |
| Турска              | Да                            | Не                                                                           | Не             | Не                                        | Не                                        | Не                                                      | Да                                               |
| Ватикан             | Да                            | Не                                                                           | Не             | Не                                        | Нема војску                               | Не                                                      | Не                                               |

#### Западна Европа
| ЛГБТ права у:        | Истополна сексуална активност | Признавање истополних заједница              | Истополни брак                                                              | Усвајање од стране истополних парова | ЛГБТ особама дозвољено да служе војни рок | Антидискриминацијски закони о сексуалним оријентацијама | Закони који се тичу родног идентитета/изражавања |
| -------------------- | ----------------------------- | -------------------------------------------- | --------------------------------------------------------------------------- | ------------------------------------ | ----------------------------------------- | ------------------------------------------------------- | ------------------------------------------------ |
| Белгија              | Да                            | Да                                           | Да                                                                          | Да                                   | Да                                        | Да                                                      | Да                                               |
| Француска            | Да                            | Да                                           | Да                                                                          | Да                                   | Да                                        | Да                                                      | Да                                               |
| Гернзи               | Да                            | /Прихваћене заједнице основане изван државе. | /Легално од 2017. али не важи у Сарку.                                      | Да                                   | Да                                        | Да                                                      | Да                                               |
| Ирска                | Да                            | Да                                           | Да                                                                          | Да                                   | Да                                        | Да                                                      | Да                                               |
| Острво Мен           | Да                            | Да                                           | Да                                                                          | Да                                   | Да                                        | Да                                                      | Да                                               |
| Џерзи                | Да                            | Да                                           | Да                                                                          | Да                                   | Да                                        | Да                                                      | Да                                               |
| Луксембург           | Да                            | Да                                           | Да                                                                          | Да                                   | Да                                        | Да                                                      | Да                                               |
| Монако               | Да                            | Не                                           | Не                                                                          | Не                                   | Да                                        | Да                                                      | Питање                                           |
| Холандија            | Да                            | Да                                           | Да                                                                          | Да                                   | Да                                        | Да                                                      | Да                                               |
| Уједињено Краљевство | Да                            | Да                                           | /Легално у Енглеској, Велсу и Шкотској од 2014. али није у Северној Ирској. | Да                                   | Да                                        | Да                                                      | Да                                               |

### Океанија

#### Аустралазија
| ЛГБТ права у: | Истополна сексуална активност | Признавање истополних заједница | Истополни брак | Усвајање од стране истополних парова | ЛГБТ особама дозвољено да служе војни рок | Антидискриминацијски закони о сексуалним оријентацијама | Закони који се тичу родног идентитета/изражавања |
| ------------- | ----------------------------- | ------------------------------- | -------------- | ------------------------------------ | ----------------------------------------- | ------------------------------------------------------- | ------------------------------------------------ |
| Аустралија    | Да                            | Да                              | Да             | Да                                   | Да                                        | Да                                                      | Да                                               |
| Нови Зеланд   | Да                            | Да                              | Да             | Да                                   | Да                                        | Да                                                      | Да                                               |

#### Меланезија
| ЛГБТ права у:      | Истополна сексуална активност           | Признавање истополних заједница | Истополни брак | Усвајање од стране истополних парова | ЛГБТ особама дозвољено да служе војни рок | Антидискриминацијски закони о сексуалним оријентацијама | Закони који се тичу родног идентитета/изражавања |
| ------------------ | --------------------------------------- | ------------------------------- | -------------- | ------------------------------------ | ----------------------------------------- | ------------------------------------------------------- | ------------------------------------------------ |
| Фиџи               | Да                                      | Не                              | Не             | Не                                   | Питање                                    | Да                                                      | Питање                                           |
| Нова Каледонија    | Да                                      | Да                              | Да             | Да                                   | Да                                        | Да                                                      | Да                                               |
| Папуа Нова Гвинеја | /Илегално за мушкарце, легално за жене. | Не                              | Не             | Не                                   | Не                                        | Не                                                      | Не                                               |
| Соломонска Острва  | Не                                      | Не                              | Не             | Не                                   | Нема војску                               | Не                                                      | Не                                               |
| Вануату            | Да                                      | Не                              | Не             | Не                                   | Питање                                    | Да                                                      | Не                                               |

#### Микронезија
| ЛГБТ права у:                        | Истополна сексуална активност         | Признавање истополних заједница | Истополни брак | Усвајање од стране истополних парова | ЛГБТ особама дозвољено да служе војни рок | Антидискриминацијски закони о сексуалним оријентацијама | Закони који се тичу родног идентитета/изражавања |
| ------------------------------------ | ------------------------------------- | ------------------------------- | -------------- | ------------------------------------ | ----------------------------------------- | ------------------------------------------------------- | ------------------------------------------------ |
| Гвам                                 | Да                                    | Да                              | Да             | Да                                   | Да                                        | Да                                                      | Да                                               |
| Савене Државе Микронезије            | Да                                    | Не                              | Не             | Не                                   | Нема војску                               | Питање                                                  | Питање                                           |
| Кирибати                             | /Мушкарцима илегално, женама легално. | Не                              | Не             | Не                                   | Нема војску                               | Да                                                      | Не                                               |
| Маршалска Острва                     | Да                                    | Не                              | Не             | Не                                   | Нема војску                               | Не                                                      | Питање                                           |
| Науру                                | Да                                    | Не                              | Не             | Не                                   | Нема војску                               | Не                                                      | Не                                               |
| Северна Маријанска Острва            | Да                                    | Да                              | Да             | Да                                   | Да                                        | Да                                                      | Да                                               |
| Палау                                | Да                                    | Не                              | Не             | Не                                   | Нема војску                               | Не                                                      | Не                                               |
| Мала спољна острва Сједињених Држава | Да                                    | Да                              | Да             | Да                                   | Да                                        | Не                                                      | Не                                               |

#### Полинезија
| ЛГБТ права у:        | Истополна сексуална активност                | Признавање истополних заједница | Истополни брак | Усвајање од стране истополних парова | ЛГБТ особама дозвољено да служе војни рок | Антидискриминацијски закони о сексуалним оријентацијама | Закони који се тичу родног идентитета/изражавања |
| -------------------- | -------------------------------------------- | ------------------------------- | -------------- | ------------------------------------ | ----------------------------------------- | ------------------------------------------------------- | ------------------------------------------------ |
| Америчка Самоа       | Да                                           | Не                              | Не             | Не                                   | Да                                        | Да                                                      | Да                                               |
| Ускршње Острво       | Да                                           | Да                              | Не             | Не                                   | Да                                        | Да                                                      | Да                                               |
| Кукова Острва        | /Мушкарцима илегално, женама легално.        | Не                              | Не             | Не                                   | Да                                        | Да                                                      | Не                                               |
| Француска Полинезија | Да                                           | Да                              | Да             | Да                                   | Да                                        | Да                                                      | Да                                               |
| Нијуе                | Да                                           | Не                              | Не             | Не                                   | Да                                        | Питање                                                  | Питање                                           |
| Острва Пиктерн       | Да                                           | Да                              | Да             | Да                                   | Да                                        | Да                                                      | Питање                                           |
| Самоа                | /Мушкарцима илегално, женама одувек легално. | Не                              | Не             | Не                                   | Нема војску                               | Да                                                      | Да                                               |
| Токелау              | Да                                           | Не                              | Не             | Не                                   | Да                                        | Не                                                      | Не                                               |
| Тонга                | /Мушкарцима илегално, женама одувек легално. | Не                              | Не             | Не                                   | Не                                        | Не                                                      | Не                                               |
| Тувалу               | Да                                           | Да                              | Да             | Да                                   | Нема војску                               | Не                                                      | Питање                                           |
| Валис и Футуна       | Да                                           | Да                              | Да             | Да                                   | Да                                        | Да                                                      | Да                                               |